# 부탄의 대외 관계
부탄의 대외 관계에서는 부탄의 외교에 대해 다룬다. 부탄은 상임이사국인 나라들과 전부 수교하지않았으며 유엔회원국들 중에선 총 56개의 국가들과만 수교하고 있다. 대한민국의 경우는 부탄과 수교하여 관계를 맺고 있지만 조선민주주의인민공화국과는 수교하지않아 대한민국의 단독수교국에 분류된다.

## 상세
부탄은 방글라데시, 벨기에, 인도, 쿠웨이트, 호주, 태국에 대사관을 두고 있다. 반대로 방글라데시, 인도, 쿠웨이트만이 팀푸에 대사관을 두고 있다. 부탄은 현재 인도의 보호국으로 분류되고 있으며 이로 인해 나라의 국방을 전적으로 인도에 의존하고 있다. 부탄은 중국의 티베트 침공을 이후로 중국을 극심히 경계하고 있으며 이로 인해 반중, 친인도의 외교 노선을 택하고 있다. 친인도 외에도 중국을 확실히 견제하기 위해 부탄은 대한민국, 일본, 베트남과도 친하게 지내고 있으며 이외에 미국, 영국, 프랑스, 독일과 같은 서방 국가들과도 우호적인 외교 관계를 맺고 있다.

## 각국별 관계
| 국기     | 수교 | 관계                                        | 비고 |
| -------- | ---- | ------------------------------------------- | ---- |
| 대한민국 | 1990 | 이 부분의 본문은 대한민국-부탄 관계 입니다. |      |

## 같이 보기
- 부탄
- 부탄 주재 외국공관 목록
- 부탄의 재외공관 목록